# Heliconius lucescens
Heliconius lucescens är en fjärilsart som beskrevs av Gustav Weymer 1893. Heliconius lucescens ingår i släktet Heliconius och familjen praktfjärilar. Inga underarter finns listade i Catalogue of Life.